# Reprezentacja Brazylii na Mistrzostwach Świata w Narciarstwie Klasycznym 2007
Reprezentacja Brazylii na Mistrzostwach Świata w Narciarstwie Klasycznym 2007 liczyła 3 sportowców. Najlepszym wynikiem było 67. miejsce Jaqueline Mourao w sprincie kobiet.

## Wyniki

### Biegi narciarskie mężczyzn
Sprint
- Helio Freitas – 75. miejsce

Bieg na 15 km
- Helio Freitas – 114. miejsce

Bieg na 30 km
- Helio Freitas – nie ukończył

Bieg na 50 km
- Helio Freitas – zdublowany

### Biegi narciarskie kobiet
Sprint
- Jaqueline Mourao – 67. miejsce
- Franziska Becskehazy – 71. miejsce

Bieg na 10 km
- Jaqueline Mourao – 68. miejsce
- Franziska Becskehazy – 72. miejsce

Bieg na 15 km
- Franziska Becskehazy – nie ukończyła